# Jakovlev

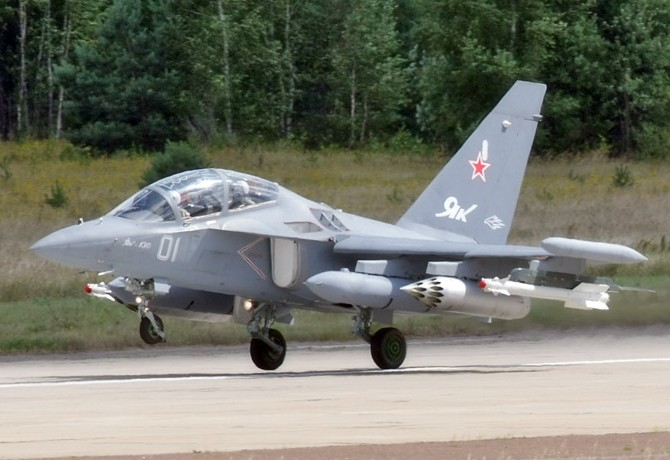
Jakovlev Jak-130 – z původně společného vývoje s firmou Alenia Aermacchi vznikl též italský typ M-346 Master

Jakovlev, rusky ОАО «Опытно-конструкторское бюро имени А. С. Яковлева» (česky OAO Zkušební konstrukční kancelář A. S. Jakovleva) (dříve konstrukční kancelář Jakovlev) je ruský letecký výrobce a konstrukční kancelář (neboli zkratkou OKB), kterou roku 1934 založil Alexandr Sergejevič Jakovlev jako OKB-115. Během druhé světové války se zde vyrábělo množství různých typů stíhacích letadel. Po válce zkonstruovala kancelář i několik typů vrtulníků.
Roku 1992 byla kancelář sloučena s leteckou továrnou ve Smolensku. Později byla zprivatizována a název se změnil na Опытно-конструкторское бюро им. А.С. Яковлева (česky OAO Zkušební konstrukční kancelář A. S. Jakovleva). V roce 2006 byla společně s firmami Mikojan, Iljušin, Irkut, Suchoj a Tupolev sloučena do nové společnosti nazvané Sjednocená letecká korporace.

## Vrtulníky
- Jak-100 (1948)
- Jak-24 (1952)